# Matías Gutiérrez
Matías Ignacio Gutiérrez Breve (ur. 3 maja 1994) – chilijski piłkarz grający na pozycji środkowego obrońcy. Zawodnik klubu Malleco Unido.
22 grudnia 2011 zadebiutował w reprezentacji Chile w spotkaniu towarzyskim z Paragwajem.